# Tadeusz Czesław Mazur
Tadeusz Czesław Mazur (ur. 28 czerwca 1940 w Wilkowie - daw. Wilków nad Wisłą, zm. 4 lutego 2000 w Poznaniu) – polski biolog i parazytolog, profesor nauk medycznych.

## Życiorys
Absolwent Wydziału Biologii i Nauk o Ziemi Uniwersytetu im. Adama Mickiewicza w Poznaniu. W 1968 zatrudniony w Akademii Medycznej im, Karola Marcinkowskiego w Poznaniu. W 1974 został doktorem nauk przyrodniczych. Zatrudniony na stanowisku profesora nadzwyczajnego w 1995. Od 1996 kierownik Katedry i Zakładu Biologii i Parazytologii Lekarskiej oraz Prodziekan Wydziału Lekarskiego I Akademii Medycznej w Poznaniu. Postanowieniem Prezydenta RP z 18 czerwca 1998 otrzymał tytuł profesora nauk medycznych. Mąż profesor nadzwyczajnej UAM w Poznaniu, dr hab. Hanny Zofii Fellmann-Mazur.